# Wölpern
Wölpern ist ein Ortsteil der Gemeinde Jesewitz im Landkreis Nordsachsen, Sachsen.

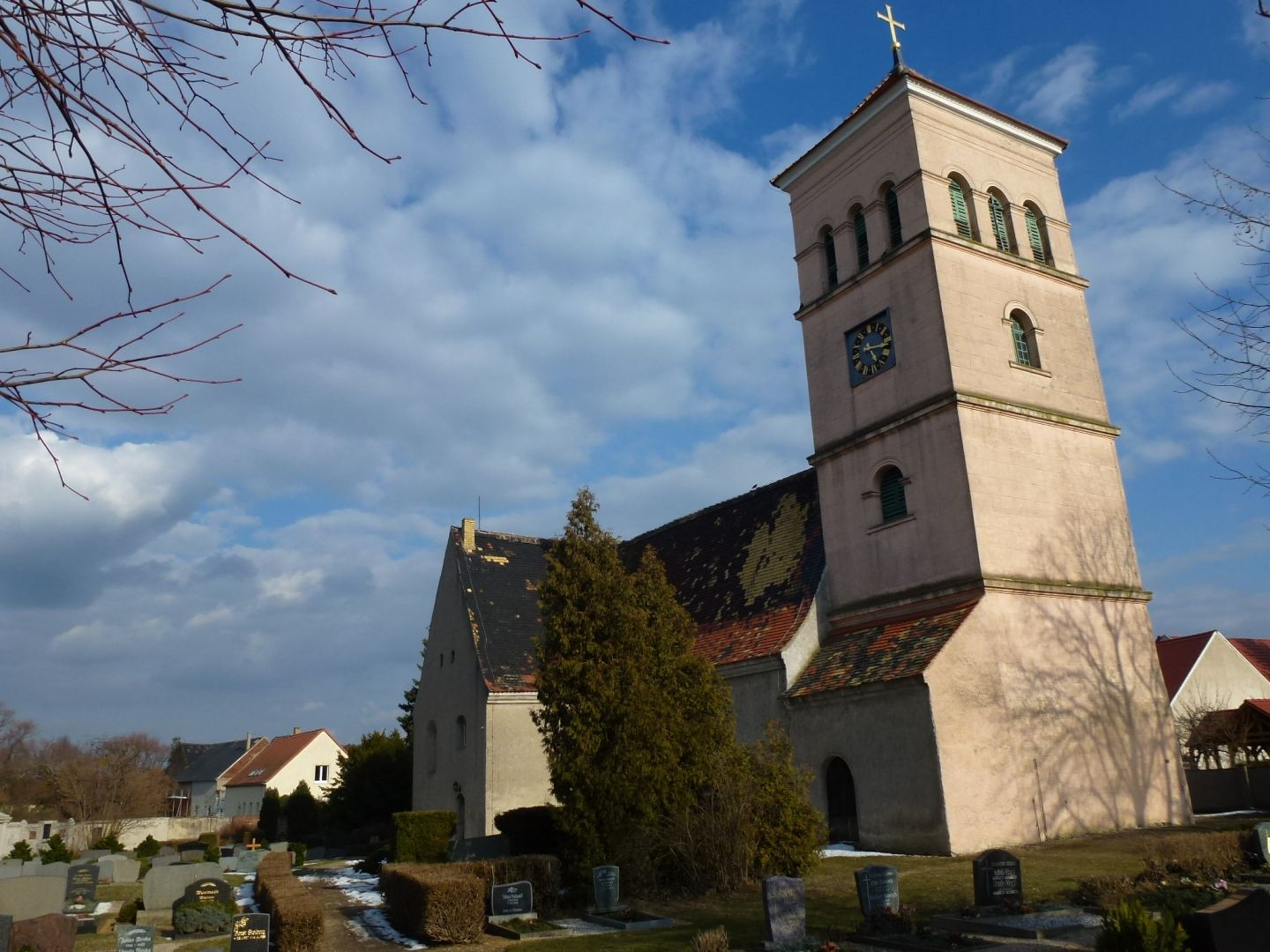
Kirche

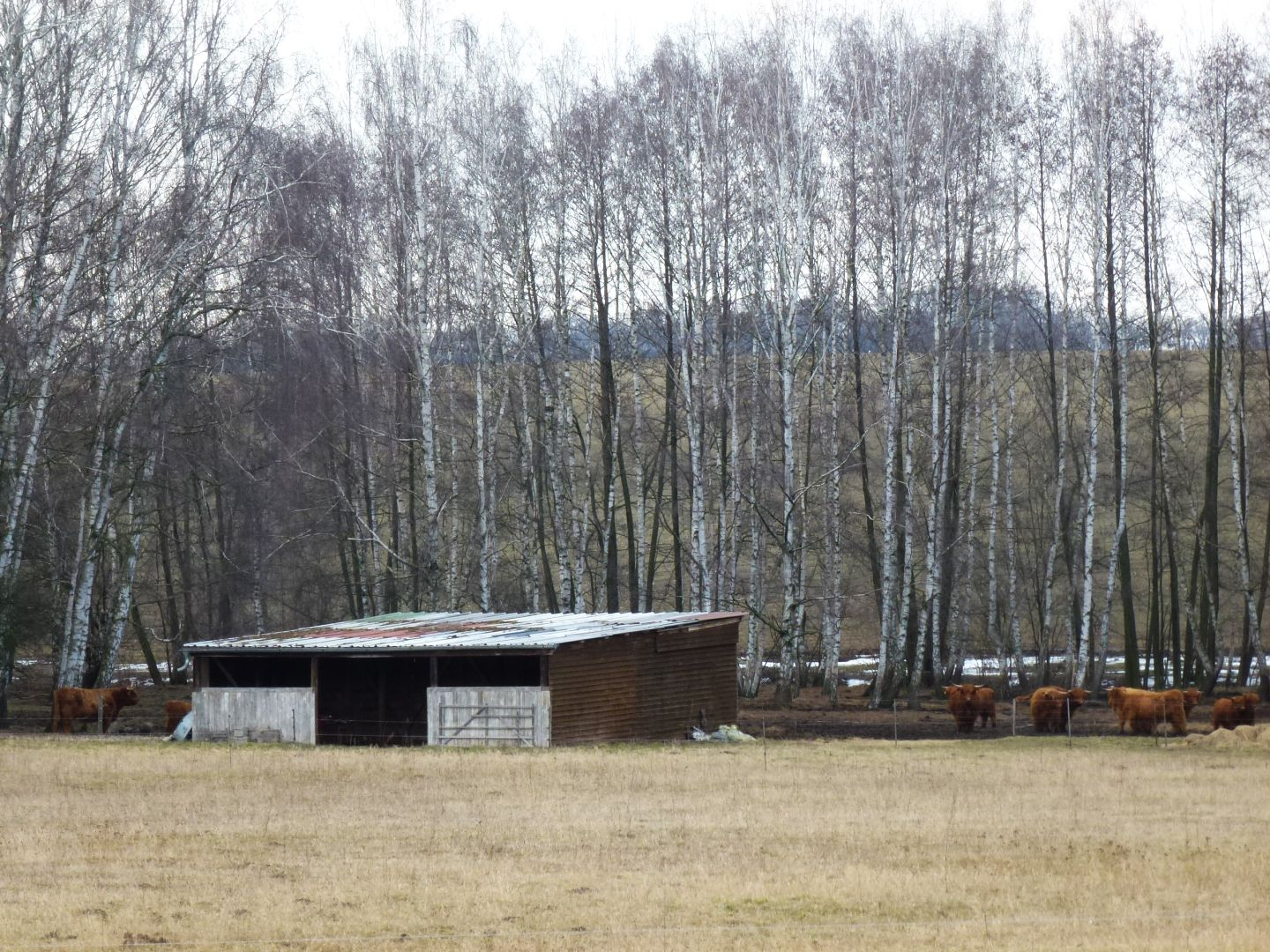
Torfwiese mit Galloway-Rindern

## Lage
Der Ort liegt nordöstlich des Hauptortes Jesewitz, etwa fünf Kilometer entfernt von Eilenburg. Am Ort vorbei führt die Bundesstraße 87.

## Geschichte
Wölpern wurde im Jahr 1161 erstmals als Vuelpride erwähnt. Später, nach dem Dreißigjährigen Krieg, veränderte sich der Ortsname in Wölfern bzw. Wolpern. Der Ort gehörte bis 1815 zum kursächsischen bzw. königlich-sächsischen Amt Eilenburg. Durch die Beschlüsse des Wiener Kongresses kam der Ort zu Preußen und wurde 1816 dem Kreis Delitzsch im Regierungsbezirk Merseburg der Provinz Sachsen zugeteilt, zu dem er bis 1952 gehörte.
Im Zuge der zweiten Kreisreform in der DDR im Jahr 1952 wurde Wölpern dem Kreis Eilenburg im Bezirk Leipzig angeschlossen, welcher 1994 im Landkreis Delitzsch aufging. Am 1. Januar 1974 erfolgte die Eingemeindung nach Jesewitz.
Früher wurde östlich von Wölpern Torf gestochen. Dieser wurde dann als Brennmaterial benutzt. Das Gebiet steht heute unter Naturschutz und wird vom NABU durch die Haltung von Galloway-Rindern bewirtschaftet.

## Sehenswürdigkeiten

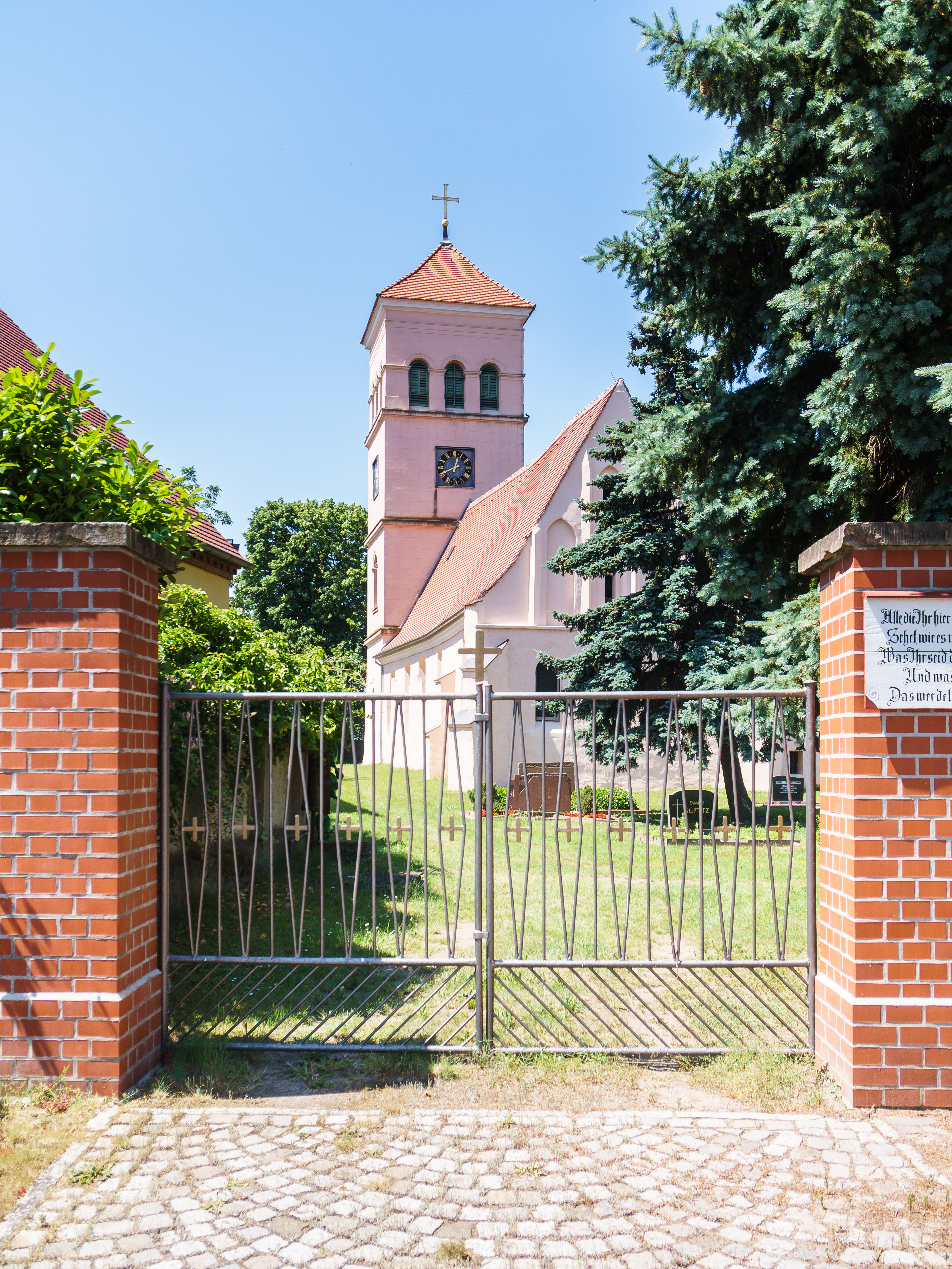
Kirche Wölpern

Die evangelische Kirche wurde im 13. Jahrhundert im spätromanischen Stil erbaut. Der Giebel ist spätgotisch. Im Dreißigjährigen Krieg wurde die Kirche teilweise zerstört und von 1661 bis 1664 wieder aufgebaut. Der Turm wurde von 1837 bis 1838 neu errichtet.